# Cris Alexander
Cris Alexander, nome d'arte di Allen Smith (Tulsa, 14 gennaio 1920 – Saratoga Springs, 7 marzo 2012) è stato un attore, ballerino e fotografo statunitense.

## Biografia
Studiò all'Università dell'Oklahoma prima di interrompere gli studi e trasferirsi a New York nel 1938 per studiare con Lucy Feagin alla Feagin School of Dramatic Art. Nel 1944 fece il suo debutto a Broadway con la prima del musical di Leonard Bernstein On the Town, in cui interpretava uno dei marinai protagonisti, il giovane Chip. Dopo due anni e oltre quattrocento repliche di On The Town, nel 1946 tornò a Broadway con la commedia di Noel Coward Il divo Garry, a cui seguì la prima di Wonderful Town con Rosalind Russell nel 1953. Nel 1956 Alexander tornò a collaborare con la Russell nella commedia di Broadway Zia Mame, in cui interpretava Mr Loomins, un ruolo che tornò ad interpretare due anni dopo nell'adattamento cinematografico della pièce. Nel 1960 recitò a Broadway per l'ultima volta, quando interpretò Mr Shears nel musical Finian's Raimbow.
Nel 1966, dopo aver recitato nel dramma di Lanford Wilson The Madness of Lady Bright, Alexander si ritirò dalle scene per concentrarsi sulla sua carriera fotografica, intrapresa sul finire degli anni 30 quando aveva aperto un proprio studio a New York. Nel 1961 contribuì al romanzo di Patrick Dennis Povera piccina (Little Me) con una serie di fotografie che contribuirono al successo del libro, formando così un sodalizio artistico con Dennis, con cui realizzò un progetto simile, ma di minor successo, nel 1964 con il romanzo First Lady: My Thirty Days Upstairs at the White House. Oltre alle fotografie satiriche realizzate per Dennis, Alexander divenne noto come fotografo ritrattista, immortalando nel suo studio figure di spicco del panorama teatrale e culturale newyorchese come Gloria Vanderbilt, Ethel Merman, Vivian Leigh, Andy Warhol, Martha Graham e un giovane Anderson Cooper. A partire dagli anni 50 Alexander fu il fotografo ufficiale del New York City Ballet, mentre dal 1980 al 1986 fu il fotografo principale del periodico di Andy Warhol Interview.
Omosessuale, Cris Alexander ebbe una relazione di oltre sessant'anni con il ballerino del New York City Ballet Shaun O'Brien, conosciuto sul finire degli anni 40. La coppia si sposò nel 2011 quando il matrimonio tra persone dello stesso sesso fu legalizzato nello Stato di New York. Alexander morì novantaduenne a Saratoga Springs il 7 marzo 2012, tredici giorni dopo la morte del marito.

## Filmografia parziale

### Cinema
- La signora mia zia (Auntie Mame), regia di Morton DaCosta (1958)

### Televisione
- Wonderful Town - film TV (1958)